# Поясная линия

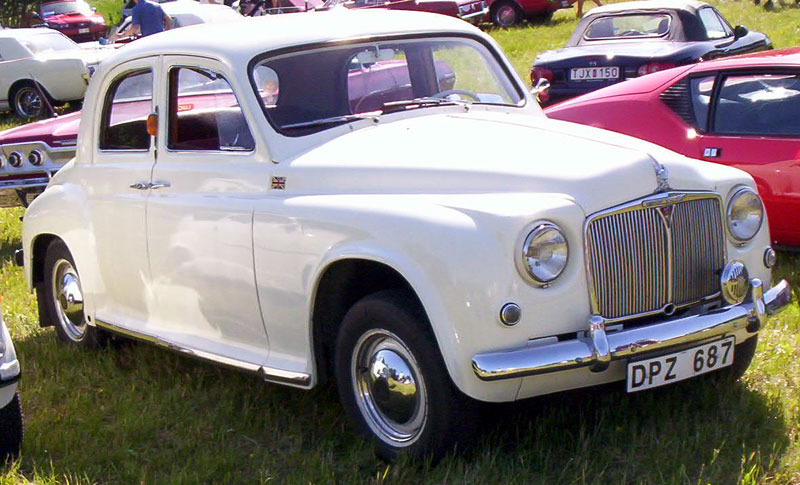
Автомобиль с отдельными линиями понтона и поясной.

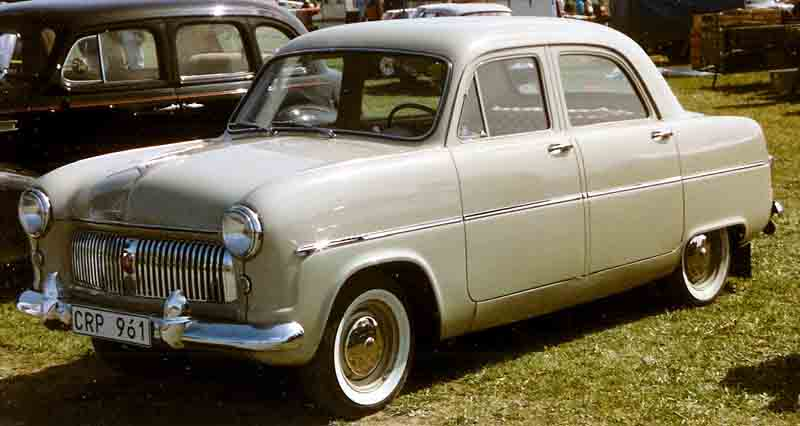
Автомобиль, у которого поясная линия объединена с верхней линией крыльев.

Поясна́я ли́ния (англ. beltline) — элемент дизайна автомобиля, продольная линия, очерчивающая нижнюю границу остекления автомобиля. Одновременно у большинства автомобилей — продольная линия, разделяющая кузов на два визуальных объёма по вертикали
Начиная с 1950-х годов для большинства автомобилей характерна единая поясная линия, слившаяся с верхней линией крыльев (понтона).